# Novotroickoe (Oblast' autonoma ebraica)
Novotroickoe (in lingua russa Новотроицкое) è un centro abitato dell'Oblast' autonoma ebraica, situato nel Leninskij rajon.